# Ameiropsis longicornis
Ameiropsis longicornis är en kräftdjursart som beskrevs av Georg Ossian Sars 1907. Ameiropsis longicornis ingår i släktet Ameiropsis och familjen Ameiridae. Arten är reproducerande i Sverige. Inga underarter finns listade i Catalogue of Life.